# Upsilon d'Ocquier
Upsilon d'Ocquier (né le 16 juin 1997) est un cheval hongre de robe baie, issu du stud-book BWP, monté en saut d'obstacles par les cavaliers Flaminia Straumann et Denis Lynch. Il se fait surtout connaître en épreuves de puissance.

## Histoire

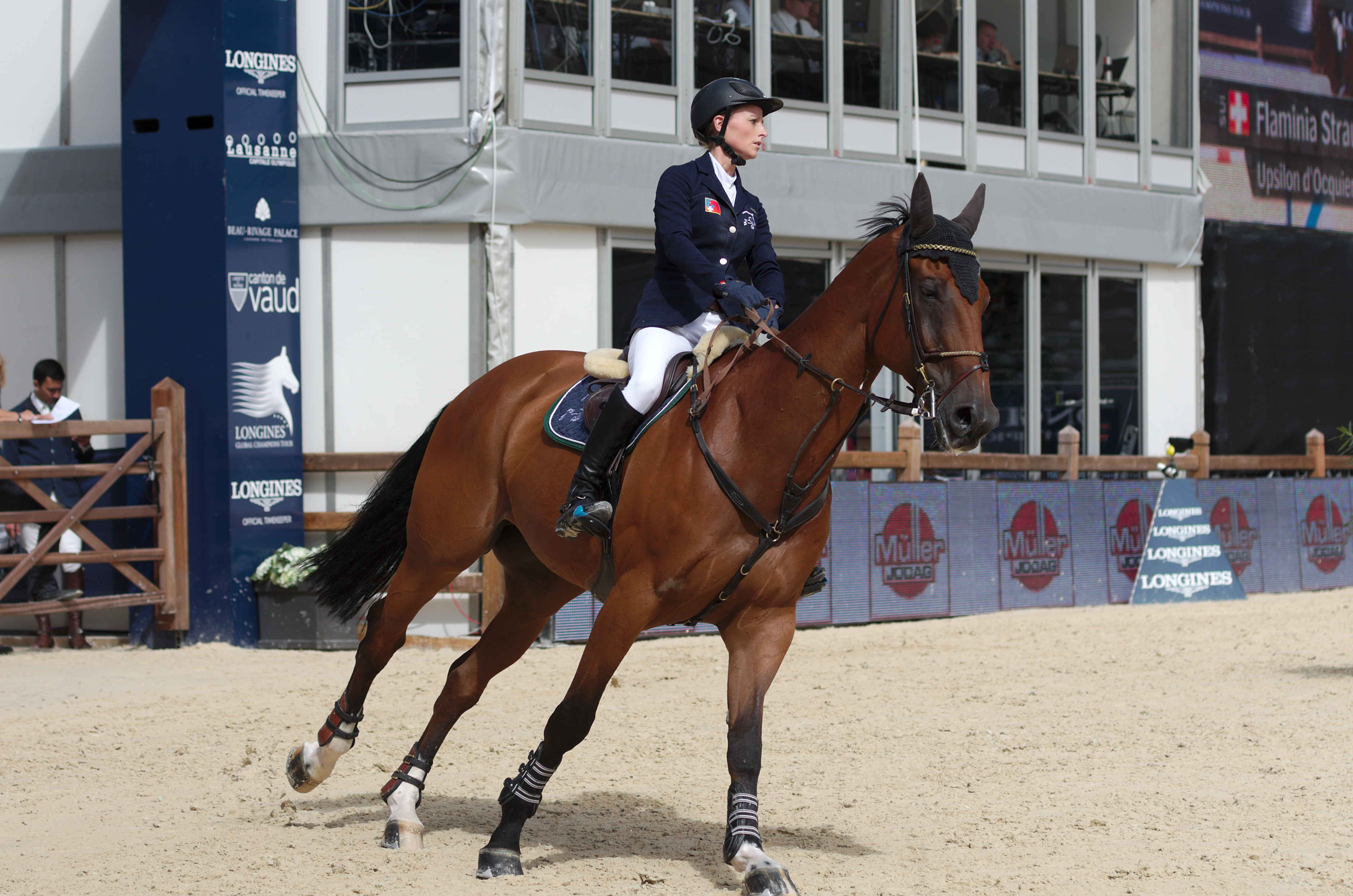
Flaminia Straumann et Upsilon d'Ocquier au concours hippique international de Genève de 2013.

Il naît le 16 juin 1997 à l'élevage de Marc Laruelle, en Belgique. Il débute dans les écuries de Bernard Schotsmans, qui remporte avec lui une épreuve du Jumping international de Franconville en 2005. Lors du CSI de Vichy, en 2006, il termine ex-aecquo de l'épreuve de puissance en sautant 1,95 m. Il intègre les écuries de l'Allemand Daniel Deusser, qui participe avec lui au Grand Prix de Stuttgart, puis, en raison du trop grand nombre de chevaux dans son écurie de commerce, le re-vend à l'Irlandais Denis Lynch début juin 2007. Il est dès lors monté par Lynch et par Flaminia Straumann. Lors du CSI5-W de Bordeaux en février 2012, il est l'un des trois derniers chevaux en lice pour sauter à 2,10 m lors de l'épreuve de puissance. 

## Description
Upsilon d'Ocquier est un hongre de robe baie, inscrit au stud-book du BWP,.

## Palmarès
- Novembre 2008 : 6e du prix ASBL au CSI5* de Bruxelles, à 1,50 m[1]
- Décembre 2008 : 4e de l'épreuve à 1,40 m du CSI5*-W de Londres[1]
- Avril 2009 : 4e du Prix Optima au CSI4* d'Antwerpen, à 1,40 m[1]
- Juin 2009 : 3e de l'épreuve à 1,45 m du CSIO5* de St-Gallen[1]

- Novembre 2009 : vainqueur de l'épreuve de vitesse à 1,40 m à Stuttgart[8]
- Juillet 2011 : 9e du Derby de Falsterbo[9]
- Décembre 2011 : vainqueur de l'épreuve de puissance à 1,40 m - 1,60 m du CSI5-W de Genève[1]
- Janvier 2012 : vainqueur de l'épreuve de puissance à 1,40 m - 1,60 m du CSI5-W de Leipzig[1]

## Origines
Upsilon d'Ocquier est un fils de l'étalon Holsteiner Landetto (et donc par lui petit-fils de Landgraf I), et de la jument Quatra, par Roméo, ce qui en fait un arrière petit-fils de Ramiro Z côté maternel,